# Robertas Giedraitis
Robertas Giedraitis, né le 29 août 1970, à Kaunas, en République socialiste soviétique de Lituanie, est un joueur et entraîneur lituanien de basket-ball. Il évolue au poste d'arrière. Il est le père de Rokas Giedraitis.